# Бандунг

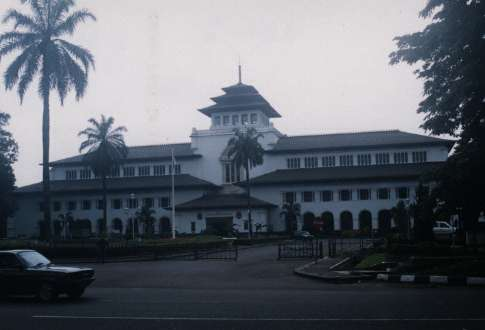

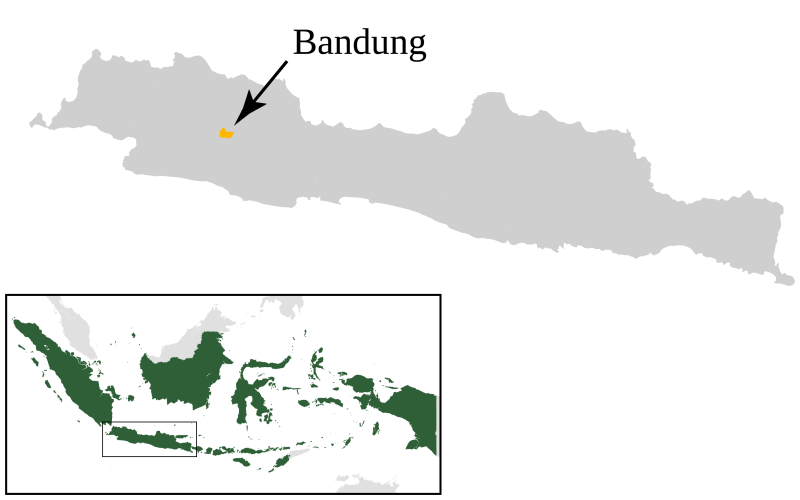

Бандунг (индон. Kota Bandung, сунд. ᮊᮧᮒ ᮘᮔ᮪ᮓᮥᮀ Kota Bandung) — административный центр провинции Западная Ява, Индонезия. Расположен на Яве, является третьим по населению городом в Индонезии после Джакарты и Сурабаи.

## Географическое положение
Бандунг расположен на северной окраине Бандунгского плато, примерно в 100 км к юго-востоку от столицы Индонезии Джакарты на высоте 678 метров над уровнем моря.
Климат в Бандунге на протяжении года относительно более прохладный по сравнению с другими городами Индонезии. Город лежит в бассейне реки и окружен вулканическими горами высотой до 2400 м.
Средняя температура составляет 23,6 °C на протяжении всего года. Среднегодовое количество осадков составляет от 1000 до 3500 мм. Сезон дождей, как и в других регионах Индонезии длится с ноября по апрель.

## История
Впервые название Бандунг упоминается в 1488, однако археологические находки говорят о том, что на берегах реки Сикапундунг и вокруг старого озера Бандунг ещё в доисторические времена жил Homo erectus.
В 17 и 18 веках Голландская Ост-Индская компания открыла в районе Бандунга ряд плантаций. В 1810 голландскими колониалистами через Бандунг была проложена дорога De Groote Postweg (Основная Почтовая дорога), которая стала частью маршрута, соединяющего западное и восточное побережья Явы.
В 1880 была построена первая железнодорожная ветка, соединяющая Бандунг с Батавией (которая называется сегодня Джакартой), что дало толчок для развития лёгкой промышленности в Бандунге. Это вызвало большой приток мигрантов из Китая.
В 1906 Бандунг получил статус муниципалитета и вскоре стал городом-курортом для хозяев плантаций. Были открыты дорогие отели, рестораны, кафе и европейские бутики, вследствие чего город стали называть Париж на Яве.
В 1930 году численность населения города составляла 167 тыс. человек.
В ходе второй мировой войны Бандунг был оккупирован японскими войсками. В январе 1943 года начальник разведывательного управления японской армии генерал Сэйдзо Арисуэ предлагал построить в Бандунге специальную радиостанцию для ведения пропаганды на территорию США (с целью убедить население США прекратить войну с Японией).
После провозглашения независимости Индонезии 17 августа 1945, город получил статус административного центра Западной Явы и начал бурно развиваться.
В апреле 1955 года в Бандунге прошла Азиатско-Африканская конференция, на которой присутствовали главы 29 стран и колоний Азии и Африки.
В 1957 году здесь был открыт университет «Паджаджаран», в 1959 году — частный Исламский университет.
В конце 1960х годов население города составляло около 1 млн человек, он являлся центром текстильной промышленности. Также здесь находились крупнейшая в стране фабрика по производству хинина, консервный завод, ж.-д. мастерские, завод резинотехнических изделий фирмы «Ява раббер индастри», автосборочный завод и завод радиотехнических изделий.
В 1984 году население города составляло около 1,6 млн человек, основой экономики являлись текстильная, пищевая, химическая и металлообрабатывающая промышленность.
В 2005 году город представлял собой мегаполис с населением около 1,7 млн человек (четвёртый по численности населения город страны) и регулярной планировкой, крупный торгово-промышленный и образовательный центр.

## Транспорт
Узел автомобильных дорог, железнодорожный узел и международный аэропорт.

## Города-побратимы
- Брауншвейг, Германия (с 1980-х)
- Форт-Уэрт, США (с 1990-х)
- Сувон, Южная Корея (с 2003)
- Мокотлонг, Лесото (с 2001)